# Scottish Open 1974
Die Scottish Open 1974 im Badminton fanden aufgrund der Commonwealth Games bereits vom 16. bis zum 17. November 1973 in Edinburgh statt.

## Medaillengewinner
| Disziplin    | Gold                           | Silber                        | Bronze                       |
| ------------ | ------------------------------ | ----------------------------- | ---------------------------- |
| Herreneinzel | Paul Whetnall                  | David Eddy                    | Punch Gunalan                |
| Herreneinzel | Paul Whetnall                  | David Eddy                    | William Kidd                 |
| Dameneinzel  | Margaret Beck                  | Gillian Gilks                 | Susan Whetnall               |
| Dameneinzel  | Margaret Beck                  | Gillian Gilks                 | Nora Gardner                 |
| Herrendoppel | Tom Bacher Punch Gunalan       | Ray Stevens Mike Tredgett     | Fraser Gow Robert McCoig     |
| Herrendoppel | Tom Bacher Punch Gunalan       | Ray Stevens Mike Tredgett     | David Eddy Eddy Sutton       |
| Damendoppel  | Margaret Boxall Susan Whetnall | Margaret Beck Gillian Gilks   | Nora Gardner Barbara Giles   |
| Damendoppel  | Margaret Boxall Susan Whetnall | Margaret Beck Gillian Gilks   | Joanna Flockhart Helen Kelly |
| Mixed        | Paul Whetnall Nora Gardner     | Mike Tredgett Margaret Boxall | David Eddy Susan Whetnall    |
| Mixed        | Paul Whetnall Nora Gardner     | Mike Tredgett Margaret Boxall | Fraser Gow Christine Stewart |

## Finalresultate
| Disziplin    | Sieger                         | Finalist                      | Ergebnis           |
| ------------ | ------------------------------ | ----------------------------- | ------------------ |
| Herreneinzel | Paul Whetnall                  | David Eddy                    | 15–1, 15–6         |
| Dameneinzel  | Margaret Beck                  | Gillian Gilks                 | 11–8, 12–10        |
| Herrendoppel | Tom Bacher Punch Gunalan       | Ray Stevens Mike Tredgett     | 15–9, 15–8         |
| Damendoppel  | Margaret Boxall Susan Whetnall | Margaret Beck Gillian Gilks   | 15–9, 10–15, 15–10 |
| Mixed        | Paul Whetnall Nora Gardner     | Mike Tredgett Margaret Boxall | 15–4, 18–14        |